# Karmelita bazilika (Keszthely)

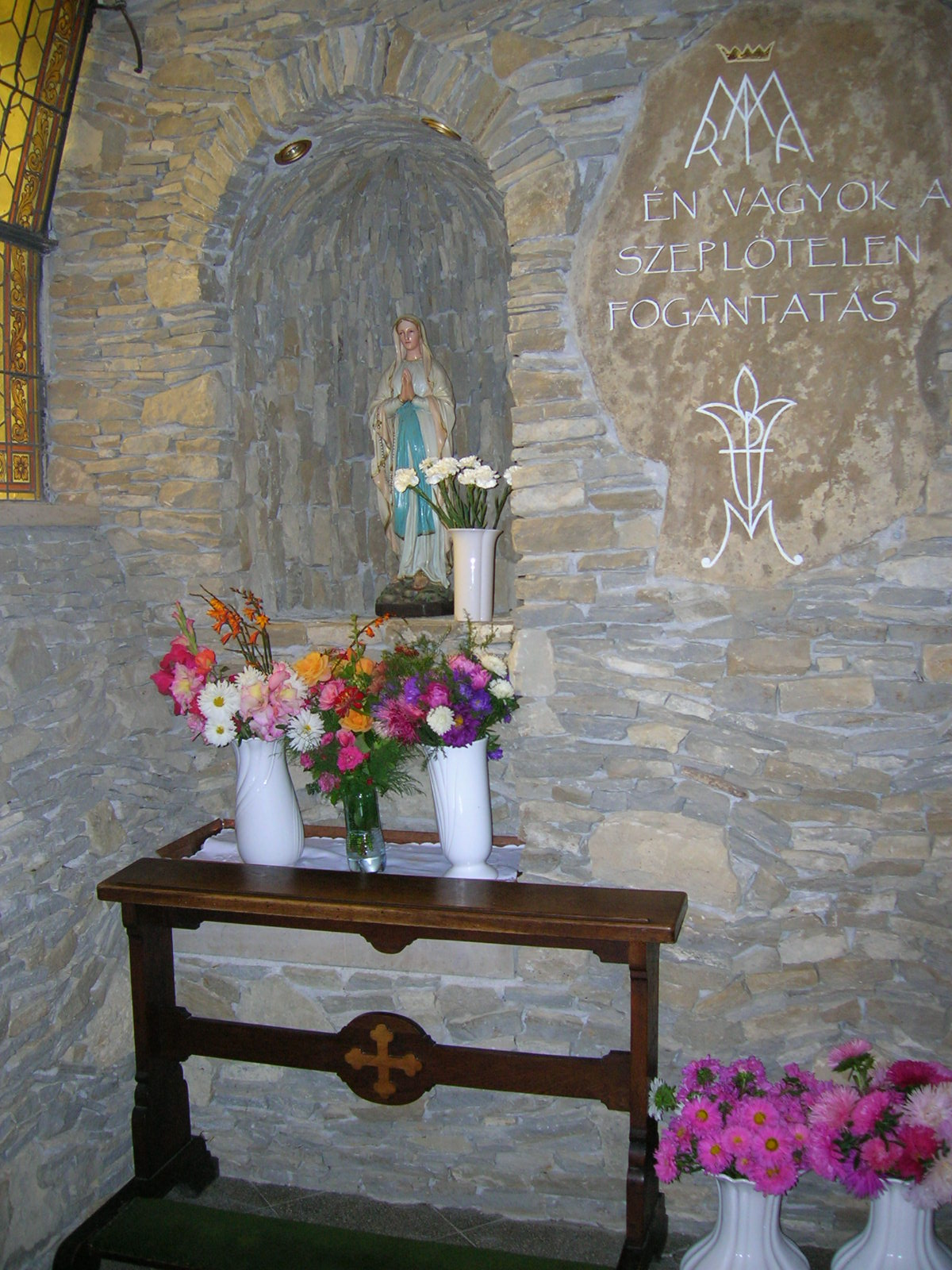
Szűz Mária-szobor a templomban

A keszthelyi Szent Teréz Bazilika egy modern-kori római katolikus templom. Neoromán stílusban épült 1927 és 1930 között, 1989 óta kisbazilika.

## Története
A Kis Szent Teréznek és a világháborúban elesett hősöknek szentelt templom a magyar történelem egyik viharos időszakában, az elveszített világháborút és a trianoni országcsonkítást követő nagy gazdasági világválság közepette készült el. Építői, a "Szent Istvánról nevezett Magyar Sarutlan Karmelita Rendtartomány" szerzetesei – élükön dr. Hász Brokárd tartományfőnökkel – energiát, fáradságot, anyagiakat nem kímélve építették fel ezt a szép, neoromán stílusban készült templomot, amely már nagyon korán, 1931-ben elnyerte a „priorátus” rangot. Tervezője Bruno Buchwieser nagynevű bécsi építész-tervező, kivitelezője Marshall Béla építész és segítője, Langmár Ferenc építőmester voltak. Az 1927-ben kezdődött építkezés 1930-ra készült el, ekkor történt meg a templom és a hozzáépített rendház megáldása (1930. október 3.) Ugyancsak ekkor indult el a rendházban a noviciátus és a klerikátus működése.
Az építést követően azonnal megkezdődött a templombelső berendezése. A toronyban elhelyezett Szent Imre, Prohászka Ottokár és Szent László harangok Szlezák László aranykoszorús harangöntő mester munkái, míg a sienai, thassosi és ruszkicai márványból készült gyönyörű oltárok, oltárszobrok Krasznai (Krausz) Lajos nagyszerű szobrászművész tervei alapján valósultak meg.
Az oltárok közül elsőként 1932-ben a főoltár készült el a lisieux-i bazilikában levő egyik oltár mintájára, amely Kis Szent Teréz hódolatát jeleníti meg a Szűzanya és az ölében tartott Kisjézus előtt. Ezt követték: a szószék (1932), majd a „Skapulárés Szűzanya” (1933), és a „Jézus Szent Szíve” (1934) mellékoltárok. 1937-ben készült el az  Angster-orgona, amelyet Angelo Rotta pápai nuncius szentelt fel. 1938-ban, a Szent évben áldották meg a Szent József és a Szent István tiszteletére emelt mellékoltárokat, és ugyancsak ebben az évben, május 22-én történt meg a templom felszentelése, amelyet dr. Giovanni Piazza Adeodato bíboros, velencei pátriárka végzett el.
A második világháború alatt a templom nem szenvedett el súlyos sérüléseket, bár a javítás több évig eltartott. 1947-ben történt meg a háború alatt elkészült Keresztes Szent János-mellékoltár felszentelése.
A háború után létrejött kommunista rendszer súlyos üldözés után, 1950-ben betiltotta a szerzetesrendeket, köztük a Magyar Sarutlan Karmelita Rendtartományt is. A templom ettől kezdve 1989-ig plébániatemplomként működött, a rendházba középiskolát telepítettek. 1967-ben készült el az utolsó mellékoltár, amit avilai (Nagy) Szent Teréz tiszteletére emeltek. 1989-ben II. János Pál pápa a templomot Bazilika Minor rangra emelte. A rendszerváltást követően újjáalakult Karmeliták visszakapták templomaikat, köztük ezt is.
2008 óta itt található a Karmelita Rendtartomány székhelye, fráter Bakos Rafael provinciális atya vezetésével.